# Nigar Rafibeyli
Nigar Rafibeyli (en azerí: Nigar Xudadat qızı Rəfibəyli; 23 de junio de 1913 - 9 de julio de 1981) fue una poeta soviética azerbaiyana, miembro de la Unión de escritores de Azerbaiyán desde 1934.

## Biografía
Nigar Rafibeyli nació el 23 de junio de 1913 en Ganyá, la familia de cirujano Khudadat bek Rafibayli, el primer ministro de Salud de la República Democrática de Azerbaiyán. Graduó de la escuela secundari en Ganyá y comenzó a estudiar en secundaria técnica pedagógica de Bakú. 
En 1928 en la revista "Dan Ulduzu" fue publicado su primer poema "Chadra".
Fue esposa del poeta nacional de Azerbaiyán Rasul Rza y madre del escritor nacional Anar.
Falleció el 9 de julio de 1981 en Bakú.

### Órdenes, medallas
- Orden de la Insignia de Honor